# 我们身边的狼
《我们身边的狼》是一部改编自比尔·威廉汉姆漫画丛书作品《成人童话》的章回体互动式悬疑戏剧文字冒险电子游戏。本作由热门游戏《行尸走肉》的开发商Telltale Games开发和发行，由Vertigo和华纳兄弟互动娱乐发行。游戏的正典为漫画书宇宙，剧情设置为漫画书的前传。游戏的第一季分五章，第一章于2013年10月11日在Microsoft Windows和Xbox 360平台全球首发，10月14日在OS X首发，10月15日在北美登录PlayStation 3，10月16日登录欧洲和澳洲，12月4日在iOS平台全球首发，并于2014年末前亮相PlayStation Vita。PlayStation 3、PlayStation 4、PlayStation Vita、Xbox 360和Xbox One主机平台零售版于2014年11月发布。
於2017年7月19日宣佈推出續作，續作將於2018年發售。

## 玩法
我们身边的狼是一款指向与点击冒险游戏，玩家将控制主角毕格比·沃尔夫（Bigby Wolf）在环境中移动，检查其他角色或物件并与其互动。类似于Telltale Games以前的游戏《行尸走肉》，玩家需要在他们的行动或谈话中选择对话框中的选项，这将影响剧情中的未来事件，包括未来章节中的事件。这些选项包括重要决定，如在放走两名匪徒后，决定跟踪其中的哪一位。跟《行尸走肉》一样，这些决定被Telltale记录，在每一章完成后向呈现玩家每一个重大决定的总体统计数据，遵循他们将自己开展的故事与别人的作比较。Telltale会在其中制造一些影响叙事中的平行事件的决定，如选择先帮助两人中的那一位，之后从第二个人的身上了解到玩家的帮助在之前已经被用过。
有些场景更加注重动作，要求玩家回应一系列的快速反应事件。如果没能恰当地完成这些事件，剧情可能会以毕格比或其他角色的死作结，但游戏将恢复到该场景前的检查点，让玩家再次尝试。在某些情况下，次要的游戏抉择的结果可能无法激活特定的快速反应事件。

## 开发
2011年2月，Telltale Games高级营销副总裁史蒂夫·艾利森（Steve Allison）在接受All Things Digital采访时宣布他们正在创作一款改编自漫画书《成人童话》的游戏。Telltale于2011年6月的电子娱乐展上正式宣布《成人童话》游戏的计划。历经几番波折，Telltale于2012年10月的纽约动漫展上再次宣布该游戏。游戏当时的名字为《成人童话》，直至2013年2月才宣布改名。最终定名为《我们身边的狼》，主角为毕格比·沃尔夫。第一章原定于2012年春季发布，后来推迟到秋季，再后来推迟到2013年秋季，最终定档2013年10月。2013年2月，据透露由于《行尸走肉》的成功，游戏的开发时间将比Telltale原先预定的要长。Telltale将《行尸走肉》的许多游戏机制融入到作品中。
2014年5月，PlayStation 4和Xbox One平台的发行计划，连同PlayStation 3和Xbox 360平台零售版被宣布。

## 剧情
游戏设置在首期《成人童话》事件发生十年前的1986年。多来年，许多笼罩着神话、传说和民俗的魔幻神秘之地（该地被通俗地称为“家园”）被一位名叫魔鬼（Adversary）的神秘暴君占领。为躲避魔鬼的侵略军和极权主义统治政权，许多被称为“童话人物”的生物逃离凡尘，在美洲殖民地创造出一块被称为“童话镇”（Fabletown），就是现在的曼哈顿。为了对天然人掩盖他们的存在，所有童话人物必须购买所谓的“魔力”，让自己变成人，否则就要搬到乡村社区“结界农场”去住。变身后的大灰狼毕格比·沃尔夫，是童话镇的警长，负责从更广阔的世界中隐藏社区，维护治安。

### 角色
主条目：成人童话角色列表
主角毕格比·沃尔夫的前身是大灰狼。他是童话镇的警长，在代市长伊卡·布克莱恩的“贸易办公室”工作，白雪公主和魔镜将参与他的调查，记录管理员翼猴巴甫金协助。蓝胡子也在办公室工作，他行踪让人捉摸不定。毕格比住在林木之地的公寓，三只小猪中的柯林斯的家被毁后，毕格比收留了他。美女与野兽是毕格比的邻居，两人正为艰难的婚姻关系挣扎着。毕格比经常接触的童话人物之一蟾蜍先生和他的儿子TJ住在附近的一座破败的公寓楼。
游戏开始时，玩家将进入到跟蟾蜍、信仰和劳伦斯王子等《千皮兽》、《驴驹皮》童话人物住在一起的樵夫。两个为一位神秘侦探工作的双胞胎——丁当兄弟挡住毕格比的去路。毕格比也遇到了旅途陷阱酒吧的经营者洞穴巨人赫利和酒鬼格伦戴尔。第二章则引出了馅饼布丁脱衣舞俱乐部的老板兼信仰的皮条客乔吉·帕奇，及他的两位舞者——以前小美人鱼倪莉莎和薇薇安，还有酒保宝马汉斯（Clever Hans）。第三章登场的有驼背人的密探血腥玛丽及在黑市上廉价向童话人物兜售非法魅惑的巫婆绿叶阿姨，她卖的比13楼的便宜很多。第四章登场的由幸运当铺的经理泽西恶魔和神剪肉铺的前老板屠夫约翰，如今他被驼背人的经理赶了出来。

### 剧情
下列情节描述基于玩家在游戏中所作出的选择，不同的选择会导致剧情有所差别。
毕格比被托德先生叫到他家去，原因是他家楼上大闹天宫，在那里，毕格比阻止樵夫攻击一位年轻的女子，在争执中击倒樵夫后，毕格比和那位受害女子交谈，得知其妓女身份，决定保护她的安全。随后，毕格比回到他位于林木之地的公寓休息，在与三只小猪里面的柯林交谈后正要入睡，被白雪的敲门声给吵醒了，原来白雪在林木之地的台阶上发现先前碰到那位女子的人头，头上的线索引导出她是《千皮兽》中的童话人物，名叫信仰，她和劳伦斯王子结婚。当他们来到劳伦斯王子的公寓时，托德告知毕格比的公寓遭人洗劫。两人决定调查那个地方。
毕格比来到行者陷阱酒吧，这是樵夫经常泡的酒吧，找到拥有者霍利和酒鬼格伦德尔，了解情况，当樵夫走出洗手间时，毕格比试图和他谈谈，但格伦德夫变为童话人物形式，准备攻击毕格比，毕格比也将自己变为狼的形态来迎战，并占取上风，这是为除去樵夫的质疑。有个童话人物进入到酒吧里，他们也和毕格比一样在找樵夫，这时碰巧看到了毕格比在干架，那个人和樵夫于是找机会脱身，毕格比杀死樵夫脱身后因谋杀罪而被追捕，他试图回到林木之地，但发现那里已被警察重重包围，在溜进公寓里面时，发现了白雪的人头。
毕格比被警察芒迪带走审问，克拉内想从警方的头脑中，抹掉事件的记忆和证据。两人回到林木之地时，竟发现白雪在等着他们。原来白雪的“头”霍利的妹妹莉莉，由魅力掩盖而来的。莉莉身体的其他部分被定位出，透露出她的妓女身份。毕格比接近持有一家脱衣舞俱乐部的乔吉·帕奇，让他把所有女孩叫出来。帕奇声称自己没犯过事，但他的另一个手下倪莉莎，给了让毕格比检查附近酒店的一间房的直接线索。
毕格比和白雪发现，莉莉经常光顾这间房，床上满是血迹，这表明莉莉就死在那里。毕格比还发现了一张被克拉内藏起来的照片，照片里的克拉内跟着魔百合行为亲密。驱车抓捕克拉内时，毕格比和白雪发现克拉内逃跑了，而能够找出克拉内的魔镜被打碎了。
考虑到抓捕克拉内的时间有限，毕格比和白雪将搜查范围缩小至三处：樵夫/伍迪的办公室、克拉内的公寓和莉莉的酒吧。证据集齐后，毕格比回到家中，竟在那里碰到正制造非法魅惑的巫婆绿叶阿姨。她威胁要用魅惑摧毁一棵罕见的、神奇的树，毕格比（或白雪）将泄露克拉内的信息以压迫她。
毕格比和白雪跟着克拉内来到乔吉的俱乐部。两人发现他就躲在那里，白雪从他的懦弱行为，认定他对谋杀一事是无辜的。毕格比把他押回商贸办公室进行拷问，但遭到叮当弟、驼背人和血腥玛丽的阻止。虽然毕格比和白雪败下阵来，但那三人却跟毕格比开战。毕格比转变成狼人，跟叮当弟干了一会，朝玛丽发射一枚银子弹致使其重伤。而白雪放走克拉内以保护毕格比。
毕格比伤好后，在童话镇里寻找其他知道倪莉莎的人物，得知驼背人欠了许多人，以各种跑腿任务争取财政援助的合法性值得怀疑。他搜索传闻驼背人曾被绑的当铺和肉铺，发现了克拉内的外套，还有魔镜的最后一片。终于修好魔镜，毕格比和白雪意识到，玛丽竟提供一架离开这个国家的航班，让克拉内封口。他们还发现一打开驼背人所藏身处的门，就会暂时掉到随机位置。毕格比赶紧找个了地方跳了进去，找到了驼背人，还有······他所等的联络人。
驼背人试图招待毕格比，但毕格比一心想问出杀害信仰和莉莉的凶手。驼背人开始指责只会墨守成规的乔治。随后玛丽和驼背人在打斗中，刺死想跟薇薇安逃跑的乔吉后逃走。跟着薇薇安来到俱乐部，她解释说，驼背人和乔治阻止了信仰跟另一位妓女的阴谋。那个人的脖颈上有条带子，信仰、莉莉和倪莉莎也有，是乔治弄的，以便封住她们的口。由于对她的行为感到遗憾，薇薇安把自己的彩带摘掉，魔咒随即解除，但付出了头断的代价。懊悔的乔治临阵前让毕格比到镇外的钢铁厂找驼背人。
毕格比抵达钢厂时，玛丽为拖延时间，变出众多分身。毕格比立马转变为大坏狼与她们干仗，差遣她们杀死玛丽。而后，毕格比将驼背人逼入办公室，要求在林木之地展开公开审判。此时，玩家可以选择把驼背人送去审判，抑或是解决掉他。但无论哪种方式都会把他掉到商贸办公室的巫术房，跟白雪、蓝胡子和林木之地寓言师重新梳理事件。毕格比和白雪被迫捍卫自己的行动，拒绝驼背人（如果活着）和寓言的索赔。毕格比透露薇薇安和乔吉对驼背人的供词，但仅有毕格比这一位幸存的目击者是不可信的。这时倪莉莎出现，她解掉丝带，透露自己曾听到驼背人使唤其他谋杀者。她们的证词足以证明毕格比的行为是正确的。若玩家在铁厂里饶恕驼背人，那玩家就有处置驼背人的选项：斩首、解除巫术及变成哑巴乌鸦带到农场。
收场白中，白雪和蓝胡子让驼背人为他的行为付出代价，毕格比则给那些返回农场的童话人物送行。后来，他遇到了继续生活下去的倪莉莎。倪莉莎坦言信仰曾跟莉莉、自己和其他妓女炮制勒索乔治和驼背人以重获自由的计划，但乔吉杀害信仰，计划败露。当毕格比介入时，倪莉莎在林木之地送走信仰，一心向让驼背人受到惩罚，就给了假口供。她确信毕格比做得很好，童话镇需要他。离开时，她安慰毕格比不是大家所说的那么坏，毕格比回想起这跟信仰死前一个样。几番关于信仰、倪莉莎和利用毕格比头部的魅力，导致毕格比怀疑倪莉莎的真实身份，就是信仰利用毕格比无意中帮助自己完成计划的策略。玩家可以追着倪莉莎去，或是带她回到林木之地。

## 章节
Microsoft Windows、Xbox 360、OS X和PlayStation 3平台版几乎是在一周内同时发布，而iOS和PlayStation Vita版的发布大约要等一个月或以上。
| 章节 | Microsoft Windows、Xbox 360、OS X和PlayStation 3 发售日 | iOS和PlayStation Vita 发售日                |
| --- | ------------------------------------------------------- | ------------------------------------------- |
| |                                                         |                                             |
| 第一章：薄命菲斯 | 2013年11月10日                                          | 2013年12月4日 （iOS），有待公布 （PS Vita） |
| 童话镇几年来的首位杀人犯引领毕格比追踪杀手。                                                                        |                                                         |                                             |
| |                                                         |                                             |
| 第二章：烟与魔镜 | 2014年2月4日                                            | 2014年2月6日 （iOS）， TBD （PS Vita）      |
| 毕格比继续走街串巷调查目前的“连环杀手”。他尝试从菲斯的皮条客乔吉·伯治的身上寻找答案，并介入美女和野兽的家庭矛盾中。 |                                                         |                                             |
| |                                                         |                                             |
| 第三章：曲折之路 | 2014年4月8日                                            | 2014年4月10日 （iOS）， TBD （PS Vita）     |
| 追随着一个令人震惊的启示，毕格比追踪正躲起来的伊卡·布克莱恩。                                                       |                                                         |                                             |
| |                                                         |                                             |
| 第四章：披上羊皮 | 2014年5月27日                                           | 2014年5月29日                               |
| 毕格比必须深入黑社会寻找驼背男。                                                                                    |                                                         |                                             |
| |                                                         |                                             |
| 第五章：月夜狼嚎 | 2014年7月8日                                            | 2014年7月10日                               |
| 秘密已被揭示，毕格比摆好架势对阵驼背男，看清了童话镇犯罪案的全部真相。                                              |                                                         |                                             |

## 评价
| 游戏             | Metacritic                 |
| ---------------- | -------------------------- |
| 第一章：薄命菲斯 | (PS3) 85 (PC) 85 (X360) 82 |
| 第二章：烟与魔镜 | (PS3) 82 (PC) 76 (X360) 73 |
| 第三章：曲折之路 | (PS3) 82 (PC) 82 (X360) 77 |
| 第四章：披上羊皮 | (PC) 75 (X360) 74 (PS3) 69 |
| 第五章：月夜狼嚎 | (X360) 85 (PC) 84 (PS3) 75 |

该系列被提名为第18届互动艺术与科学学会DICE奖最佳剧情奖和年度冒险游戏奖。

## 后续
在2014年纽约动漫展上，Vertigo Comics宣布将把游戏改编成漫画书形式，并于2014年12月率先在数字渠道发行，之后再发行纸质版。此前曾为《成人童话》丛书编剧马修·斯特奇斯（Matthew Sturges）负责改变漫画剧情，而戴维·贾斯特斯（Dave Justus）则改编游戏的剧情，但对角色和背景故事的发掘将更深入。